# Альціонні
Альціонні (Halcyoninae) — підродина птахів з родини рибалочкові (Alcedinidae). Поширені в Азії, Африці і Австралії. Таксон часом підноситься до рангу родини.

## Роди
- Actenoides — острівний альціон
- Caridonax — білогузий альціон
- Cittura — сулавеський альціон
- Clytoceyx — товстодзьобий альціон
- Dacelo — кукабара
- Halcyon — альціон
- Lacedo — смугастий альціон
- Melidora — альціон-гачкодзьоб
- Pelargopsis — гуріал
- Syma — тороторо
- Tanysiptera — альціон-галатея
- Todirhamphus — чорнодзьобий альціон

## Ресурси Інтернету
- Kingfisher videos [Архівовано 10 червня 2010 у Wayback Machine.] on the Internet Bird Collection